# Експозиція (виставка)
Експозиція (лат. expositio — виставляння для огляду) — основна форма музейної комунікації, освітні та виховні цілі якої здійснюються шляхом демонстрації музейних експонатів (художніх творів, історичних документів, пам'яток матеріальної культури тощо), організованих, пояснених та розміщених відповідно до розробленої музеєм наукової концепції та сучасних принципів архітектурно-художніх рішень.
Розміщується як у закритих залах, так і на відкритих майданчиках, згідно з правилами зберігання експонатів (температурний режим, вологість тощо), забезпечується етикетажем, що містить коротку характеристику експонату.

Організацію експозиції можна розділити на три методи: колекційний, ансамблевий, ілюстративно-тематичний.